# Campionati europei di sollevamento pesi 1984
I Campionati europei di sollevamento pesi 1984, 65ª edizione della manifestazione, si svolsero a Vitoria dal 27 aprile al 1º maggio.

## Titoli in palio
| Categoria            | Eventi         | Atleti |
| -------------------- | -------------- | ------ |
| Pesi mosca           | Fino a 52 kg   | 13     |
| Pesi gallo           | Fino a 56 kg   | 10     |
| Pesi piuma           | Fino a 60 kg   | 15     |
| Pesi leggeri         | Fino a 67.5 kg | 12     |
| Pesi medi            | Fino a 75 kg   | 15     |
| Pesi massimi leggeri | Fino a 82.5 kg | 14     |
| Pesi mediomassimi    | Fino a 90 kg   | 21     |
| Pesi massimi primi   | Fino a 100 kg  | 15     |
| Pesi massimi         | Fino a 110 kg  | 14     |
| Pesi supermassimi    | Oltre i 110 kg | 13     |

## Nazioni partecipanti
Le nazioni che hanno partecipato ai campionati furono 26 per un totale di 142 atleti partecipanti. Tra parentesi i partecipanti per nazione.
- Albania (8)
- Austria (4)
- Belgio (1)
- Bulgaria (10)
- Cecoslovacchia (9)
- Danimarca (2)
- Finlandia (6)
- Francia (6)
- Germania Est (7)
- Germania Ovest (7)
- Grecia (9)
- Irlanda (1)
- Islanda (3)
- Italia (2)
- Norvegia (2)
- Paesi Bassi (2)
- Polonia (9)
- Portogallo (5)
- Regno Unito (3)
- Romania (7)
- Spagna  (6)
- Svezia (8)
- Svizzera (3)
- Turchia  (5)
- Ungheria (7)
- Unione Sovietica (10)

## Risultati
Vennero stabiliti sette record mondiali: quattro nel totale dell'esercizio, tre nelle specialità singole. 
| Evento  | Oro                 | Oro      | Argento                | Argento  | Bronzo              | Bronzo   |
| 52 kg   | 52 kg               | 52 kg    | 52 kg                  | 52 kg    | 52 kg               | 52 kg    |
| ------- | ------------------- | -------- | ---------------------- | -------- | ------------------- | -------- |
| Strappo | Bernard Piekorz     | 110,0 kg | Jacek Gutowski         | 110,0 kg | Neno Terzijski      | 110,0 kg |
| Slancio | Neno Terzijski      | 152,5 kg | Bernard Piekorz        | 132,5 kg | Jacek Gutowski      | 132,5 kg |
| Totale  | Neno Terzijski      | 262,5 kg | Bernard Piekorz        | 242,5 kg | Jacek Gutowski      | 242,5 kg |
| 56 kg   |                     |          |                        |          |                     |          |
| Strappo | Naim Sjulejmanov    | 130,0 kg | Frank Mavius           | 120,0 kg | Gheorghe Maftei     | 115,0 kg |
| Slancio | Naim Sjulejmanov    | 167,5 kg | Oksen Mirzoyan         | 165,0 kg | Frank Mavius        | 147,5 kg |
| Totale  | Naim Sjulejmanov    | 297,5 kg | Frank Mavius           | 267,5 kg | Gheorghe Maftei     | 260,0 kg |
| 60 kg   |                     |          |                        |          |                     |          |
| Strappo | Yourik Sargsyan     | 137,5 kg | Stefan Topurov         | 137,5 kg | Anton Kodžabašev    | 135,0 kg |
| Slancio | Stefan Topurov      | 177,5 kg | Yourik Sargsyan        | 175,0 kg | Anton Kodžabašev    | 172,5 kg |
| Totale  | Stefan Topurov      | 315,0 kg | Yourik Sargsyan        | 312,5 kg | Anton Kodžabašev    | 307,5 kg |
| 67,5 kg |                     |          |                        |          |                     |          |
| Strappo | Vladimir Gračev     | 152,5 kg | Jouni Grönman          | 140,0 kg | Mirosław Chlebosz   | 140,0 kg |
| Slancio | Georgi Petrikov     | 185,0 kg | Jouni Grönman          | 175,0 kg | Mirosław Chlebosz   | 170,0 kg |
| Totale  | Georgi Petrikov     | 325,0 kg | Jouni Grönman          | 315,0 kg | Mirosław Chlebosz   | 310,0 kg |
| 75 kg   |                     |          |                        |          |                     |          |
| Strappo | Vladimir Kuznecov   | 165,0 kg | Zdravko Stoičkov       | 165,0 kg | Aleksandăr Vărbanov | 160,0 kg |
| Slancio | Aleksandăr Vărbanov | 207,5 kg | Karl-Heinz Radschinsky | 205,0 kg | Zdravko Stoičkov    | 205,0 kg |
| Totale  | Zdravko Stoičkov    | 370,0 kg | Aleksandăr Vărbanov    | 367,5 kg | Vladimir Kuznecov   | 367,5 kg |
| 82,5 kg |                     |          |                        |          |                     |          |
| Strappo | Anatolij Chrapatyj  | 175,0 kg | Asen Zlatev            | 175,0 kg | Jurij Vardanjan     | 172,5 kg |
| Slancio | Jurij Vardanjan     | 220,0 kg | Asen Zlatev            | 220,0 kg | Anatolij Chrapatyj  | 215,0 kg |
| Totale  | Asen Zlatev         | 395,0 kg | Jurij Vardanjan        | 392,5 kg | Anatolij Chrapatyj  | 390,0 kg |
| 90 kg   |                     |          |                        |          |                     |          |
| Strappo | Blagoj Blagoev      | 192,5 kg | Viktor Solodov         | 187,5 kg | Andrzej Piotrowski  | 172,5 kg |
| Slancio | Viktor Solodov      | 232,5 kg | Blagoj Blagoev         | 225,0 kg | Lubomír Vymazal     | 217,5 kg |
| Totale  | Viktor Solodov      | 420,0 kg | Blagoj Blagoev         | 417,5 kg | Andrzej Piotrowski  | 382,5 kg |
| 100 kg  |                     |          |                        |          |                     |          |
| Strappo | Pavel Kuznecov      | 182,5 kg | András Hlavati         | 180,0 kg | Miloš Čiernik       | 175,0 kg |
| Slancio | Pavel Kuznecov      | 217,5 kg | Miloš Čiernik          | 215,0 kg | Ingobert Kind       | 215,0 kg |
| Totale  | Pavel Kuznecov      | 400,0 kg | Miloš Čiernik          | 390,0 kg | Ingobert Kind       | 377,5 kg |
| 110 kg  |                     |          |                        |          |                     |          |
| Strappo | Jurij Zacharevič    | 190,0 kg | Norberto Oberburger    | 180,0 kg | Ota Zaremba         | 177,5 kg |
| Slancio | Jurij Zacharevič    | 225,0 kg | René Wyßuwa            | 225,0 kg | Norberto Oberburger | 220,0 kg |
| Totale  | Jurij Zacharevič    | 415,0 kg | Norberto Oberburger    | 400,0 kg | René Wyßuwa         | 395,0 kg |
| +110 kg |                     |          |                        |          |                     |          |
| Strappo | Anatolij Pisarenko  | 200,0 kg | Antonio Krăstev        | 195,0 kg | Robert Skolimowski  | 192,5 kg |
| Slancio | Anatolij Pisarenko  | 250,0 kg | Antonio Krăstev        | 250,0 kg | Senno Salzwedel     | 237,5 kg |
| Totale  | Anatolij Pisarenko  | 450,0 kg | Antonio Krăstev        | 445,0 kg | Senno Salzwedel     | 422,5 kg |

## Medagliere

### Grandi (totale)
Riferito al totale dell'esercizio: 8 nazioni sono entrate nel medagliere.
| Posiz. | Nazione          | Oro | Argento | Bronzo | Totale |
| ------ | ---------------- | --- | ------- | ------ | ------ |
| 1      | Bulgaria         | 6   | 3       | 1      | 10     |
| 2      | Unione Sovietica | 4   | 2       | 2      | 8      |
| 3      | Germania Est     | 0   | 1       | 3      | 4      |
| 3      | Polonia          | 0   | 1       | 3      | 4      |
| 5      | Cecoslovacchia   | 0   | 1       | 0      | 1      |
| 5      | Finlandia        | 0   | 1       | 0      | 1      |
| 5      | Italia           | 0   | 1       | 0      | 1      |
| 8      | Romania          | 0   | 0       | 1      | 1      |
| Totale | Totale           | 10  | 10      | 10     | 30     |

### Grandi (totale) e Piccole (Strappo e Slancio)
Riferito al totale dell'esercizio e delle due specialità: 10 nazioni sono entrate nel medagliere.
| Posiz. | Nazione          | Oro | Argento | Bronzo | Totale |
| ------ | ---------------- | --- | ------- | ------ | ------ |
| 1      | Unione Sovietica | 16  | 5       | 4      | 25     |
| 2      | Bulgaria         | 13  | 10      | 6      | 29     |
| 3      | Polonia          | 1   | 3       | 8      | 12     |
| 4      | Germania Est     | 0   | 3       | 6      | 9      |
| 5      | Finlandia        | 0   | 3       | 0      | 3      |
| 6      | Cecoslovacchia   | 0   | 2       | 3      | 5      |
| 7      | Italia           | 0   | 2       | 1      | 3      |
| 8      | Germania Ovest   | 0   | 1       | 0      | 1      |
| 8      | Ungheria         | 0   | 1       | 0      | 1      |
| 10     | Romania          | 0   | 0       | 2      | 2      |
| Totale | Totale           | 30  | 30      | 30     | 90     |